# Soledad Villamil
Soledad Villamil (Buenos Aires, 19 de junio de 1969), es una actriz y cantante argentina. Es reconocida principalmente por su actuación en la película ganadora del Óscar a la mejor película extranjera, El secreto de sus ojos.

## Carrera
Soledad Villamil es una reconocida y talentosa artista que ha transitado por distintos escenarios y ha trabajado bajo la dirección de los mejores profesionales correspondientes al mundo del teatro, la televisión, el cine y la música. Con un carácter siempre dispuesto para enfrentar desafíos y apasionado por aquello estético y sensiblemente conmovedor, Soledad ha sabido elegir papeles y protagonismos ideales para el calibre de su destreza. Fue nominada y premiada varias veces por sus actuaciones en teatro y TV y música, entre ellos: varios Premios ACE, Martín Fierro, Premio Cóndor, Premio Clarín, Premio Goya, Premio Oscar.

Su disco Morir de amor, ganador del premio Carlos Gardel ha superado las 20.000 copias vendidas y ha sido declarado por CAPIF disco de oro.

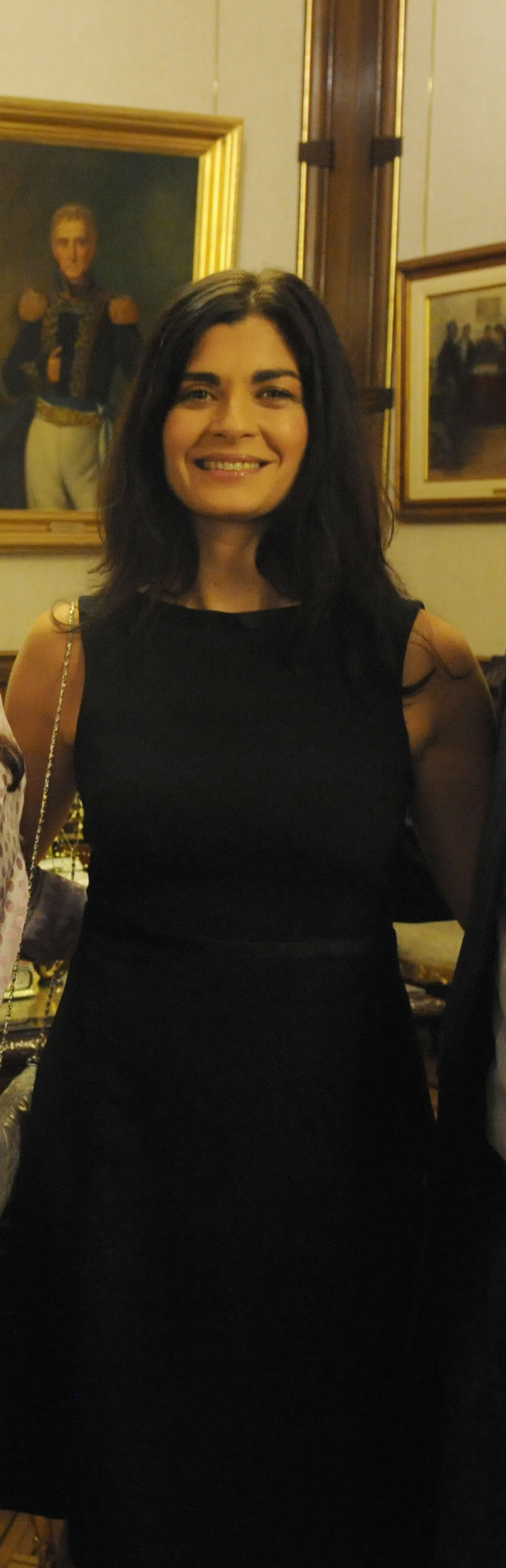
Soledad Villamil en 2010

## Trabajos como actriz

### Cine
| Año  | Título                          | Personaje               | Dirección                        |
| ---- | ------------------------------- | ----------------------- | -------------------------------- |
| 1991 | Vivir mata                      | Amanda                  | Bebe Kamin                       |
| 1993 | Un muro de silencio             | Ana                     | Lita Stantic                     |
| 1997 | La vida según Muriel            | Laura                   | Eduardo Milewicz                 |
| 1997 | El sueño de los héroes          | Clara                   | Sergio Renán                     |
| 1999 | El mismo amor, la misma lluvia  | Laura                   | Juan José Campanella             |
| 2002 | Un oso rojo                     | Natalia                 | Israel Adrián Caetano            |
| 2004 | No sos vos, soy yo              | María                   | Juan Taratuto                    |
| 2009 | El secreto de sus ojos          | Irene Menéndez Hastings | Juan José Campanella             |
| 2012 | Todos tenemos un plan           | Claudia                 | Ana Piterbarg                    |
| 2013 | ¿Quién mató a Mariano Ferreyra? | Marta (voz)             | Alejandro Rath y Julián Morcillo |
| 2018 | Las grietas de Jara             | Marta Horvath           | Nicolás Gil Lavedra              |
| 2018 | Tu mundo no cabe en mis ojos    | Clarice                 | Paulo Nascimento                 |
| 2018 | La noche de 12 años             | Psiquiatra              | Álvaro Brechner                  |
| 2020 | Corazón loco                    | Vera                    | Marcos Carnevale                 |
| 2023 | Cerrar los ojos                 | Lola San Román          | Víctor Erice                     |
| 2024 | Goyo                            | Saula Villanueva        | Marcos Carnevale                 |
| 2025 | Una muerte silenciosa           | Bea                     | Sebastián Schindel               |

### Televisión
| Año       | Título                      | Personaje                 | Canal       | Notas                                                |
| --------- | --------------------------- | ------------------------- | ----------- | ---------------------------------------------------- |
| 1993      | ¿Dónde queda el paraíso?    | Sandra                    |             | Película para televisión                             |
| 1993      | Zona de riesgo              | María José                | Canal 13    | Recurrente                                           |
| 1994-1995 | Montaña rusa                | Patricia                  | Canal 13    | Recurrente                                           |
| 1996      | De poeta y de loco          | Camila Novoa              | Canal 13    | Protagonista                                         |
| 1999-2000 | Vulnerables                 | Cecilia Fusiak            | Canal 13    | Protagonista                                         |
| 2001      | Culpables                   | Adriana Linares           | Canal 13    | Protagonista                                         |
| 2004      | Locas de amor               | María Eva Alchouron Doura | Canal 13    | Protagonista                                         |
| 2007      | Televisión por la identidad | Inés de Sfiligoy          | Telefe      | Episodio 1: "Tatiana"                                |
| 2015      | Variaciones Walsh           | Alberta                   | TV Pública  | Episodio 1: "La aventura de las pruebas de imprenta" |
| 2016      | La casa del mar             | Brenda Larsen             | OnDirecTV   | Protagonista. Segunda temporada                      |
| 2019      | El host                     | Mercedes Miller           | Fox Channel | Participación especial. Segunda temporada            |
| 2022      | Now and Then                | Daniela Marini            | Apple TV+   | Reparto                                              |
| 2024      | Cromañón                    | Betty Guzmán              | Prime Video | Reparto                                              |
| 2025      | Atrapados                   | Ema Garay                 | Netflix     | Protagonista                                         |
| TBA       | Medusa                      | Eloísa Guerrero           | Paramount+  | Protagonista                                         |

### Teatro
| Año       | Obra                          |
| --------- | ----------------------------- |
| 1991-1992 | Hamlet                        |
| 1994      | El pasado                     |
| 1995      | Museo soporte                 |
| 1995      | Es necesario entender un poco |
| 1997      | Recuerdos son recuerdos       |
| 1998      | Glorias porteñas              |
| 2001      | Los monólogos de la vagina    |
| 2002      | La venganza de Don Mendo      |
| 2002-2003 | Glorias porteñas              |
| 2004      | Matar el pensamiento          |
| 2005      | Ella en mi cabeza             |
| 2023      | Para mí, para vos             |

## Trabajos como cantante

### Discografía
| Año  | Álbum                  |
| ---- | ---------------------- |
| 2007 | Soledad Villamil canta |
| 2009 | Morir de amor          |
| 2012 | Canción de viaje       |
| 2017 | Ni antes ni después    |

## Premios y nominaciones
Premio Goya
| Año  | Categoría               | Trabajo nominado       | Resultado | Ref.  |
| ---- | ----------------------- | ---------------------- | --------- | ----- |
| 2010 | Mejor actriz revelación | El secreto de sus ojos | Ganadora  | [ 3 ] |

Premio Cóndor de Plata
| Año  | Categoría               | Trabajo nominado               | Resultado | Ref.  |
| ---- | ----------------------- | ------------------------------ | --------- | ----- |
| 1998 | Mejor actriz de reparto | El sueño de los héroes         | Nominada  | [ 4 ] |
| 2000 | Mejor actriz            | El mismo amor, la misma lluvia | Ganadora  | [ 5 ] |
| 2003 | Mejor actriz            | Un oso rojo                    | Nominada  | [ 6 ] |
| 2010 | Mejor actriz            | El secreto de sus ojos         | Ganadora  | [ 7 ] |

Premios Sur
| Año  | Categoría    | Trabajo nominado       | Resultado |
| ---- | ------------ | ---------------------- | --------- |
| 2009 | Mejor actriz | El secreto de sus ojos | Ganadora  |

Medallas del Círculo de Escritores Cinematográficos
| Año  | Categoría    | Trabajo nominado       | Resultado |
| ---- | ------------ | ---------------------- | --------- |
| 2009 | Mejor actriz | El secreto de sus ojos | Ganadora  |

Premio Konex
| Año  | Categoría                               | Resultado |
| ---- | --------------------------------------- | --------- |
| 2001 | Diploma al Mérito: Actriz de Televisión | Ganadora  |
| 2011 | Diploma al Mérito: Actriz de Cine       | Ganadora  |

Premio Martín Fierro
| Año  | Categoría               | Trabajo nominado   | Resultado |
| ---- | ----------------------- | ------------------ | --------- |
| 1996 | Mejor actriz de reparto | De poeta y de loco | Nominada  |
| 2000 | Mejor actriz            | Vulnerables        | Nominada  |

Premio Clarín
| Año  | Categoría                       | Trabajo nominado               | Resultado |
| ---- | ------------------------------- | ------------------------------ | --------- |
| 1999 | Mejor actriz en cine            | El mismo amor, la misma lluvia | Ganadora  |
| 2005 | Mejor actriz de reparto en cine | No sos vos, soy yo             | Ganadora  |
| 2009 | Mejor actriz en cine            | El secreto de sus ojos         | Ganadora  |

Premio ACE
| Año  | Categoría               | Trabajo nominado         | Resultado |
| ---- | ----------------------- | ------------------------ | --------- |
| 1997 | Mejor actriz de musical | Recuerdos son recuerdos  | Nominada  |
| 2002 | Mejor actriz            | La venganza de Don Mendo | Nominada  |
| 2004 | Mejor actriz            | Matar el pensamiento     | Ganadora  |

Premio Carlos Gardel
| Año  | Categoría                       | Trabajo nominado       | Resultado |
| ---- | ------------------------------- | ---------------------- | --------- |
| 2008 | Mejor álbum nuevo de tango      | Soledad Villamil canta | Ganadora  |
| 2010 | Mejor artista femenina de tango | Morir de amor          | Ganadora  |

### Reconocimientos
- El cine de la localidad de Carlos Pellegrini lleva su nombre.